# Metopoceras eutychina
Metopoceras eutychina là một loài bướm đêm trong họ Noctuidae.